# ناصر الملك بن شجاع الملك
صاحب السمو السير ناصر الملك ( 29 سبتمبر 1897 - 29 يوليو 1943) كان الابن الأكبر لمهتار شجاع الملك، الذي خلفه في عام 1936. حكم ولاية شيترال الأميرية من عام 1936 إلى عام 1943.

## الحياة المبكرة والتعليم
وُلِد ناصر الملك في الحِصن الملكي [الإنجليزية] في شيترال في 29 أيلول 1897. كان الابن الأكبر لمهتار شجاع الملك. أمضى أيامه الأولى في حصن شيترال تحت وصاية العديد من المعلمين الذين دربوه على اللغة الفارسية والأردية والإنجليزية والعربية. في عام 1916 التحق بالكلية الإسلامية في بيشاور، حيث حصل على شهادة الثانوية العامة. وفي وقت لاحق، أكمل درجة البكالوريوس في الآداب بامتياز، وحصل على المركز الأول في مقاطعة الحدود الشمالية الغربية [الإنجليزية]. وقد حصل على الميدالية الذهبية لتشيلمسفورد لهذا الإنجاز. منذ صغره كان ناصر مهتمًا بالتعليم وكان لديه أفكار سياسية متقدمة.

## اعتلاء العرش
في 13 أكتوبر 1936 توفي شجاع الملك فجأة في شيترال بسبب قصور في القلب. كان ناصر الملك الابن الأكبر، وقد خلفه وأعلن مهتارًا بكامل الصلاحيات في دوربار حضره الوكيل السياسي [الإنجليزية] المالاكند [الإنجليزية] الرائد جونسون في 19 تشرين الأول 1936. لقد توفي شجاع الملك تاركًا أجواءً مستقرة نسبيًا لخليفته. بعد أن أصبح حاكمًا لشترال، حصل تلقائيًا على لقب صاحب السمو (الذي كان وراثيًا آنذاك). ومع ذلك، فإن اللقب الشرفي " السير" سيُمنح له بعد عدة سنوات عندما يُمنح لقب فارس.

## الوفاة
توفي ناصر الملك سنة 1943م دون أن يترك وريثًا ذكرًا. حكم لمدة سبع سنوات وخلفه أخوه مظفر الملك.

## التوضيح
لا ينبغي الخلط بين السير ناصر الملك والقاضي ناصر الملك رئيس المحكمة العليا الثاني والعشرون [الإنجليزية] في باكستان. كان والد الأخير، كامران خان، رجل أعمال ثريًا ومحترمًا من سُوات [الإنجليزية] وكان لديه فروع أعماله في جميع أنحاء مقاطعة الحدود الشمالية الغربية [الإنجليزية] بما في ذلك ولاية شيترال. يُعتقد أن كامران خان، بعد أن علم بالعائلة المالكة في شترال، قد طور إعجابًا بلقب الملك وأطلق على أبنائه أسماء شجاع الملك، وناصر الملك، ورافع الملك (الاثنين الأولين نسبة إلى حكام شترال السابقين). لا توجد صلة مباشرة بين عائلات السير ناصر الملك والقاضي ناصر الملك في هذا الشأن.